# Holographis ehrenbergiana
Holographis ehrenbergiana är en akantusväxtart som beskrevs av Christian Gottfried Daniel Nees von Esenbeck. Holographis ehrenbergiana ingår i släktet Holographis och familjen akantusväxter. Inga underarter finns listade i Catalogue of Life.